# HSV Hoek
HSV Hoek is een Nederlandse amateurvoetbalclub uit Hoek, een dorp in de gemeente Terneuzen, dat ligt in Zeeuws-Vlaanderen. De clubkleuren zijn blauw-wit. Het is de hoogst spelende Zeeuws-Vlaamse amateurclub en tevens een van de succesvolste clubs uit de provincie Zeeland.

## Geschiedenis
Op maandag 16 januari 1950 werd tijdens een vergadering in het jeugdhuis "De Hoekse SportVereniging" opgericht. De vereniging zou allerlei takken van sport omvatten, zoals atletiek, voetbal, wandelsport en korfbal, maar zo ver is het nooit gekomen. Al snel bleek dat er meer belangstelling voor voetbal was en zo is het ook gebleven. Op een weiland, met een bouwkeet als kleedkamer voor beide teams en scheidsrechter, kwam de HSV in het seizoen 1950/1951 uit in de tweede klasse. Hoek werd direct in het eerste jaar van haar bestaan kampioen en vele kampioenschappen zouden nog volgen.
In 1996 werd HSV Hoek afdelingskampioen in de eerste klasse (het toenmalige hoogste amateurniveau op zaterdag) en speelde het in een competitie om het zaterdag amateurkampioenschap van Nederland tegen SVV Scheveningen en SV Urk, waarin het als laatste eindigde. Hoek is de enige Zeeuwse ploeg die in een competitie om het zaterdag- of zondagamateurkampioenschap mocht spelen sinds de opheffing van de Tweede Divisie in 1971. Het seizoen erna werd de Hoofdklasse ook op zaterdag ingevoerd en de club speelde tot 2010 onafgebroken op dit niveau.
HSV Hoek is de enige Zeeuwse ploeg die ooit in de Topklasse van het amateurvoetbal speelde. In het geboortejaar van de Topklasse, in 2010/2011, was de club er meteen bij, maar dat avontuur duurde slechts een seizoen, want men werd hekkensluiter. Drie seizoenen later maakte Hoek zijn rentree op dit niveau, maar ook dat was geen lang leven beschoren. Hoewel Hoek rechtstreekse degradatie wist te voorkomen degradeerde de club alsnog nadat de finale van de nacompetitie verloren werd van RVVH met 3-1. De club bleef in de Hoofdklasse actief en door de competitiehervorming van 2016/2017 kwam Hoek zelfs op het vijfde niveau van Nederland terecht.
Op 20 september 2017 vond de bekerwedstrijd FC Lisse tegen HSV Hoek plaats. Toen deze in gelijkspel eindigde, werden er strafschoppen genomen om een winnaar te bepalen. De scheidsrechter hanteerde hierbij per ongeluk de ABBA-methode. Omdat dit tegen de op dat moment in Nederland geldende spelregels was, is de uitslag ongeldig verklaard. Uiteindelijk bepaalde de rechter dat de strafschoppenserie moest worden overgedaan. Dit vond plaats op 11 oktober 2017 bij FC Lisse, waarbij de overwinning behaald werd door HSV Hoek.
De nacompetitie in 2018 bracht de Zeeuws-Vlamingen wel wat het wilde: in de finale versloeg het Ajax (amateurs) over twee wedstrijden, waardoor de Zeeuwse ploeg weer kon uitkomen in de Derde Divisie. De vereniging pakte de tweede periodetitel in het eerste seizoen in de Derde Divisie. Echter, in de halve finale voor promotie naar de Tweede Divisie verloor het over twee wedstrijden van VVSB. Opmerkelijk was dat HSV Hoek in het seizoen 2021/22 maar liefst vijf verschillende trainers had, het seizoen werd begonnen met Lieven Gevaert, maar werd nog opgevolgd door Jacky Lambert, Steven de Groot, Lorenzo Staelens en Björn de Neve.
In 2025 maakten de blauw-witten als eerste Zeeuwse club ooit de stap naar de Tweede Divisie. Uitgerekend in de uitwedstrijd tegen rivaal VV Kloetinge werd het kampioen van de Derde Divisie door een 2-4-winst.
HSV Hoek debuteerde in de Tweede Divisie met een 0-1 overwinning uit bij VV Katwijk. 

## Jeugd
In het seizoen 2014/15 speelden de junioren in samengestelde teams met die van VV Philippine onder de naam ST HSV Hoek/Philippine. Vanaf 2015/16 werden ook de pupillen in deze samenwerking ondergebracht. Sinds 2016 werden alle jeugdelftallen samengevoegd in de “samenwerkende jeugdopleiding" (SJO) met de naam HPC '16. In 2023 sloot HBC '22 zich hierbij aan en werd de naam HPBC '23.

## Accommodatie
De accommodatie van HSV Hoek heet "Sportpark Denoek". Het complex bestaat uit:
- een zittribune voor 500 personen, er is ruimte voor ongeveer 2000 staanplaatsen rond het hoofdveld
- 1 hoofdveld met kunstgras
- 3 bijvelden met verlichting
- een  trainingsveld met verlichting
- 8 kleedkamers
- een grote kantine
- een jeugdhonk
- een bestuurskamer
- een sponsorhome

## Gemiddeld toeschouwersaantal
Deze grafiek laat zien hoeveel supporters de thuiswedstrijden van HSV Hoek gemiddeld bezochten vanaf het seizoen 2008/09. De donkergroene staafjes geven de seizoenen weer waarin HSV Hoek op het hoogste amateurniveau deelnam.
| 0600 |

| 0800 |

| 1000 |

| 0700 |

| 0600 |

| 0700 |

| 0800 |

| 0600 |

| 0500 |

| 0600 |

| 0700 |

| 0nnb |

## Clubgegevens
| Bestuur           |                       |
| voorzitter        | Ad van Langevelde     |
| Trainer           | Gérard de Nooijer     |
| Assistent Trainer | Jeroen van den Broeke |
| Verzorger         | Edwin Pijpelink       |
| Keeperstrainer    | Guido Vinke           |
| Teammanager       | Danny de Vrieze       |
| Medische staf     | Ruben Deij            |
| Materiaalman      | Raoul Timmerman       |
| Scout             | Jaap Goossen          |

## Competitieresultaten 1966–heden
| 7 4B |

| 9 4B |

|  |

|  |

| 2 4B |

| 1 4B |

| 5 3 |

| 5 3 |

| 9 3 |

| 8 3A |

| 3 3A |

| 6 3B |

| 6 3B |

| 1 3B |

| 13 2A |

| 4 3A |

| 8 3B |

| 1 3B |

| 6 2A |

| 3 2A |

| 4 2A |

| 5 2A |

| 9 2A |

| 1 2A |

| 13 1B |

| 2 2A |

| 1 2A |

| 10 1A |

| 2 1B |

| 9 1B |

| 1 1B |

| 7 A |

| 9 A |

| 2 B |

| 11 B |

| 8 B |

| 6 B |

| 2 A |

| 7 A |

| 2 A |

| 12 A |

| 7 B |

| 6 B |

| 2 B |

| 4 B |

| 16 |

| 6 B |

| 3 B |

| 1 B |

| 13 |

| 8 B |

| 8 A |

| 4 A |

| 4 |

| − |

| − |

| 5 |

| 9 |

| 9 |

| 1 |

| Derde divisie | Vierde divisie | Eerste klasse | Tweede klasse | Derde klasse | Vierde klasse |

In elke staaf van de grafiek staat van boven naar beneden vermeld: 
- Eindnotering

Dit is de positie die de club heeft bereikt in de competitie, zonder eventuele beslissings-, play-off- of nacompetitiewedstrijden die nodig zijn geweest om bijvoorbeeld de kampioen van de competitie te bepalen.
Indien een * achter het getal staat is de notering een tussenstand en kan het zijn dat de notering niet overeenkomt met de uiteindelijke eindstand van de competitie.
Staat er een - dan is het seizoen nog bezig en is er geen definitieve uitslag bekend.
Staat er xx op de positie van de notering, dan heeft de club vroegtijdig de competitie verlaten. Dit kan onder andere komen door terugtrekking van het team, faillissement van de club of door een uitgedeelde straf van de KNVB. In veel gevallen staat elders in het artikel de reden vermeld.
Staat er een ? dan is het resultaat uit het verleden onbekend, en is alleen de competitie of het niveau bekend van dat seizoen.
In de seizoenen 2019/20 en 2020/21 werd wegens de coronacrisis het amateurvoetbal afgebroken. Daardoor kennen deze staven geen eindklassering (middels -- weergegeven).
- Competitieniveau en afdelingsletter of Officiële eindstand Eredivisie
  - Competitieniveau en afdelingsletter

Hierbij geeft het getal het niveau weer, dat ook terug te vinden is in de legenda. De letter is de afdelingsaanduiding en wordt gebruikt wanneer er meer afdelingen zijn op hetzelfde niveau. De afdelingsletter is altijd een hoofdletter en wordt meestal zonder nummer gebruikt.
Voorbeeld: 2F is niveau 2e klasse competitie F.
Het competitieniveau en nummer wordt niet vermeld wanneer er slechts één competitie van dit niveau was.
  - Officiële eindstand Eredivisie (getal staat tussen haakjes vermeld)

Sinds de introductie van play-offwedstrijden voor Europees voetbal na afloop van de reguliere competitie in 2005/06, is de KNVB verplicht een eindstand van de Eredivisie door te geven aan de UEFA aan de hand van deze play-offwedstrijden.
Bij deze eindstand staan clubs die zich hebben gekwalificeerd voor Europees voetbal hoger dan clubs die zich niet wisten te kwalificeren. Indien er geen verschil was tussen de eindnotering en de officiële eindstand, staat dit getal niet vermeld.

- Onderafdeling

Hier staat afgekort de naam van de onderafdeling indien de club in dat jaar in een onderafdeling uitkwam. Tevens staat deze afkorting in de legenda en wordt gelinkt naar het artikel over deze onderafdeling. Deze afkorting wordt alleen vermeld wanneer de club in het verleden in verschillende onderafdelingen heeft gespeeld. Deze vermelding is in de staaf altijd in kleine letters. Deze onderafdelingen zijn na het seizoen 1995/96 afgeschaft. Heeft de club in slechts één onderafdeling gespeeld, dan is dit alleen terug te vinden in de legenda.
Onder de staaf staat het jaartal vermeld waarin het seizoen is afgesloten. 15 verwijst naar het seizoen 2014/15 of eventueel het seizoen 1914/15.
Wanneer een staaf leeg is, zijn deze gegevens niet bekend. Het kan ook zijn dat de club dat seizoen niet heeft meegespeeld op het hogere amateurniveau, vroegtijdig de competitie heeft verlaten of uit de competitie is gezet.

In het seizoen 1944/45 was er wegens de Tweede Wereldoorlog geen regulier competitievoetbal.

## HSV Hoek in de KNVB Beker
Dit schema laat de resultaten zien van Hoek tegen profclubs in de KNVB Beker.
| Seizoen | Ronde     | Wedstrijd              | Uitslag  |
| ------- | --------- | ---------------------- | -------- |
| 1994/95 | Groep 8   | Hoek - NAC Breda       | 0-9      |
| 1995/96 | Groep 9   | RKC Waalwijk - Hoek    | 6-0      |
| 1996/97 | Groep 9   | RKC Waalwijk - Hoek    | 2-0      |
| 1996/97 | Groep 9   | Hoek - RBC Roosendaal  | 1-3      |
| 1999/00 | Groep 6   | RKC Waalwijk - Hoek    | 4-0      |
| 1999/00 | 2e ronde  | Hoek - AZ Alkmaar      | 4-1      |
| 2001/02 | Groep 6   | RBC Roosendaal - Hoek  | 4-0      |
| 2002/03 | Groep 8   | Hoek - RBC Roosendaal  | 1-3      |
| 2002/03 | 2e ronde  | Hoek - NEC Nijmegen    | 1-2      |
| 2003/04 | 3e ronde  | Hoek - BV Veendam      | 2-0      |
| 2003/04 | 8e finale | Heracles Almelo - Hoek | 4-1      |
| 2005/06 | 1e ronde  | Hoek - FC Eindhoven    | 1-3      |
| 2013/14 | 3e ronde  | Feyenoord - Hoek       | 3-0      |
| 2017/18 | 2e ronde  | Heracles Almelo - Hoek | 3-1      |
| 2019/20 | 1e ronde  | Hoek - PEC Zwolle      | 2-3      |
| 2022/23 | 1e ronde  | Hoek - sc Heerenveen   | 2-4 n.v. |

## Bekende (ex-)spelers
- Nederland
  - Taoufik Ameziane
  - Eric Atuahene
  - Gerald Baars
  - Istvan Bakx
  - Karim Bannani
  - Mitchell Braafhart
  - Mike But
  - Jonathan Constancia
  - Niels Dominicus
  - Roy Hendriksen
  - Thomas van den Houten
  - Arjan Human
  - Nick de Jong
  - Remco van Keeken
  - Lionel Lord
  - Marc Minnaert
  - Jörg van Nieuwenhuijzen
  - Jos van Nieuwstadt
  - Angelo Nijskens
  - Renzo Roemeratoe
  - John Schot
  - Rogier Veenstra
  - Marijn Wijkhuijs
- Afghanistan
  - Esmat Shanwary
- België
  - Anthony Annicaert
  - Jürgen Belpaire
  - Kim Van Brabander
  - Sidy Ceesay
  - Zinho Chergui
  - Kwinten Clappaert
  - Giovanni Delannoy
  - Stefan Van Dender
  - Kristoff Deprez
  - David Destorme
  - Sam Devinck
  - Emre Dönmez
  - Alexander Embrechts
  - Nick De Groote
  - Thomas Van Der Haegen
  - Klaas Hellebaut
  - Sebastian Hermans
  - David Van Hoyweghen
  - Rik Impens
  - Jordi De Jonghe
  - Nathaniel Lagrou
  - Jürgen Landuyt
  - Chakir Lmaknafi
  - Niels De Loof
  - Dimitri M'Buyu
  - Tim De Meersman
  - Gunther De Meyer
  - Alain Van Mieghem
  - Johan Mücher
  - Sam De Munter
  - Robin Nelis
  - Dimitri Van Oppens
  - Niels De Pauw
  - Mattis Persoons
  - Thomas Van Renterghem
  - Cédric Roussel
  - Sven Van Ryckeghem
  - Pepijn Vangansbeke
  - Koen Versyp
  - Aaron Verwilligen
  - Griffin De Vroe
  - Serge Van De Walle
  - Dimitri Wellens
  - Sam Ysebaert
- Bosnië en Herzegovina
  - Alan Grozdanic
- Burundi
  - Musaba Selemani
- Congo-Kinshasa
  - Kubu Lembi
- Curaçao
  - Djuric Ascencion
- Engeland
  - Daniel Akindayini
- Ghana
  - Rahim Abdul
  - Abdul Senanu
- Ivoorkust
  - Bi Boua Paterne Boulou
- Kroatië
  - Milan Ružić
- Litouwen
  - Titas Vitukynas
- Nigeria
  - Gideon Imagbudu
  - Charles Okonedo
  - Sunday Patrick Okoro
- Sierra Leone
  - Musa Kanu

## Bekende (ex-)trainers
- Angelo Nijskens (2000/01, 2001/02, 2002/03)
- Wim Hofkens (2007/08)
- Frans Vermeulen (1999/00)
- Kees Kist (1989/90)
- Dick Buitelaar (1993/1995)
- Willem Leushuis (2007/08)
- Gaby Demanet (2008/09, 2010/11)
- Eric Hellemons (2012/13)
- Jannes Tant (2015/16, 2016/17, 2017/18)
- Dennis de Nooijer (2017/18)
- Lorenzo Staelens (2021/22)

## Beste prestaties
Competitie en Districtsbeker
- 1984/85 Winnaar Districtsbeker Zuid I
- 1994/95 Finalist Districtsbeker Zuid I
- 1995/96 Eerste Klasse B, kampioen
- 1995/96 Derde plaats in competitie om zaterdag amateurkampioenschap
- 1996/97 Finalist Districtsbeker Zuid I
- 1998/99 Hoofdklasse B, tweede plaats
- 2002/03 Hoofdklasse A, tweede plaats, finalist Districtsbeker Zuid I
- 2008/09 Hoofdklasse B, tweede plaats, Periodetitel
- 2009/10 Hoofdklasse B, vierde plaats, promotie naar de Topklasse
- 2010/11 Finalist Districtsbeker Zuid I
- 2012/13 Winnaar Districtsbeker Zuid I
- 2013/14 Hoofdklasse B, kampioen, promotie naar de Topklasse
- 2014/15 Winnaar Districtsbeker Zuid I
- 2016/17 Winnaar Districtsbeker Zuid I
- 2017/18 Hoofdklasse B, vierde plaats, vervangende periodetitel, promotie naar de Derde divisie
- 2018/19 Derde divisie, vierde plaats, periodekampioen, deelname aan nacompetitie om promotie naar Tweede Divisie
- 2024/25 Derde divisie B, kampioen, promotie naar Tweede divisie

 KNVB beker
- 2003/04 1/8 finales (verloren van Heracles Almelo met 4-1, in de derde ronde SC Veendam uitgeschakeld)
- 2005/06 1e ronde (verloren van FC Eindhoven met 3-0)
- 2009/10 1e ronde (verloren van VV Gemert met 0-1)
- 2010/11 2e ronde (verloren van De Treffers met 3-1)
- 2011/12 1e ronde (verloren van EVV met 5-3)
- 2013/14 3e ronde (verloren van Feyenoord met 3-0)
- 2015/16 1e ronde (verloren van EVV met 0-1)
- 2017/18 2e ronde (verloren van Heracles Almelo met 3-1)
- 2018/19 1e ronde (verloren van PEC Zwolle met 0-3)

FC Axel · Corn Boys · HBC '22 · HSV Hoek · RKVV Koewacht · VV Philippine · RIA-W · VV Spui · VV Terneuzen · VV Terneuzense Boys · VV Zaamslag 

Voormalig: VV Axel · AZVV · VV Biervliet · VV Sluiskil